# Mustelus californicus
Espèce
Répartition géographique
Statut de conservation UICN

 LC  : Préoccupation mineure
Mustelus californicus est une espèce de requins.